# Hooft (geslacht)

Wapen

De familie Hooft is een oorspronkelijk Amsterdams regentengeslacht, waarvan telgen vanaf 1815 met het predicaat jonkheer in de nieuwe Nederlandse adelstand werden verheven.
Het geslacht Hooft was afkomstig uit de Zaanstreek. Pieter Willemsz Hooft († tussen 1579 en 1583), grootschipper, vestigde zich omstreeks 1550 in Amsterdam. Pieters vader Willem Jansz Hooft (?-1562) was een grootschipper. In het begin van de 17de eeuw kregen de leden van het geslacht Hooft een steeds belangrijkere rol binnen het bestuur van Amsterdam. Door hun relaties met andere Hollandse patriciërs won deze familie ook snel aan invloed buiten deze stad, zodat ten tijde van de Gouden Eeuw verschillende Hoofts belangrijke functies bekleedden binnen de VOC en andere belangrijke instanties.

## Verschillende familieleden
- Willem Jansz Hooft († 1562), grootschipper
  - Cornelis Willemsz Hooft († na 1559)
    - Jan Cornelisz Hooft († 1600), in 1574 schepen van Amsterdam, tussen 1591 en 1600 raad van de Admiraliteit van Amsterdam, kolonel der schutterij

  - Claes Willemsz Hooft († na 1562)
    - Margareta (of Grietjen) Claesdochter Hooft († 1617), echtgenote van Jacob Simonsz de Rijk van der Graft

  - Pieter Willemsz Hooft († tussen 1579 en 1583), grootschipper
    - Jan Pietersz Hooft (1543–1602)
      - Dr. Pieter Jansz Hooft (1575–1636), schepen van Amsterdam, hoofdingeland van de Purmer, uitvinder van een perpetuum mobile
        - Catharina Hooft (1618–1691), echtgenote van Cornelis de Graeff (1599–1664), vrijheer van Zuid-Polsbroek

      - Geertruid Hooft (1578–1636), vrouwe van Purmerland en Ilpendam, echtgenote van mr. Volckert Overlander, haar dochter Maria Overlander (1603–1678) trouwde met Frans Banninck Cocq
      - Willem Jansz Hooft (1581–†)
        - Ida Maria Hooft (1618–†), echtgenote van mr. Daniël van Hogendorp (1604–1673), heer van Moerkapelle en de Wilde Veenen

    - Cornelis Hooft (1547–1626), burgemeester en Amsterdamse regent
      - Pieter Corneliszoon Hooft (1581–1647), geschiedkundige, dichter, toneelschrijver en politicus

    - Willem Pietersz Hooft (1549–1605)
      - Henrick Willemsz Hooft (1584–1626)
        - Mr. Henrick Hooft (1617–1678), heer van Oudkarspel, in Koedijk, Schoten en Schoterbos, Amsterdamse regent en burgemeester; trouwde in 2e echt in 1667 met Maria van Walenburgh (Rotterdam, ca 1627-1679), vrouwe van Oudkarspel, in Koedijk, Schoten en Schoterbos, weduwe van mr. Johan Overrijn van Schoterbosch, heer van Oudkarspel, in Koedijk, Schoten, Schoterbos en Moerkerken (†1666), jurist en lid van de vroedschap van Haarlem
          - Mr. Gerrit Hendricksz Hooft (1649–1717), Amsterdamse burgemeester
            - Mr. Daniël Hooft (1675–1743), vrijheer van Vreeland, burgemeester van Amsterdam
              - Mr. Gerrit Hooft (1713–1750), vrijheer van Vreeland
                - Mr. Jacob Hooft (1742–1795)
                  - Jhr. mr. Daniël Hooft (1788–1860), in 1815 in de Nederlandse adel verheven
                  - Mr. Gerrit Hooft (1772–1801)
                    - Jacob Hooft, heer van Vreeland (1795-1873), gemeenteraadslid van Amsterdam
                      - Gerrit Hendrik Hooft van Vreeland (1869-1926), lid van de Raad van Beheer van Culttur Maatschappij Sorgvliet, directeur van NV Insulinde Cultuur Syndicaat, commissaris van NV Lampong-Sumatra en firmant Hooft & Co.

                    - jhr. Hendrik Daniël Hooft, heer van Woudenberg, Geerestein en Groenewoude (1798–1879), in 1842 in de Nederlandse adel verheven
                      - jhr. Hendrik Wijnand Cornelis Hooft (1835-1912)
                        - jhr. Gustaaf Willem Joan Hooft, heer van Woudenberg, Geerestein en Groenewoude (1866-1945), bankier
                          - jhr. Hendrik Wijnand Cornelis Hooft, heer van Woudenberg, Geerestein en Groenewoude (1893-1969), directeur Amstel-Brouwerij
                            - jhr. mr. Hendrik Gustaaf Adolf Hooft (1939), oud-advocaat en procureur, chef de famille
                            - jhr. drs. Pieter Cornelis Hooft, heer van Woudenberg, Geerestein, Groenewoude en Vreeland (1941-2024), directeur vennootschap

                          - jhr. ing. Gerrit Maurits Gustaaf Hooft, heer van Vreeland (1895-1961), ingenieur te Parijs; trouwde in 1923 met Marcelle Marguerite Chambion, vrouwe van Vreeland (1897-1993)
                          - jkvr. Petronella Charlotte Antoinette Wilhelmina Hooft (1898-1979); trouwde in 1918 met Robert van 't Hoff (1887-1979), architect

              - Hendrik Hooft (1716–1794), Vader Hooft was een van de leiders van de patriottenbeweging
                - Hester Hooft (1748–1795), trouwde met Jan Hendrik van Kinsbergen, graaf van Doggersbank

            - Mr. Hendrik Gerritsz Hooft (1676–1752)
              - Mr. Gerrit Pieter Hooft (1726–1805)
                - Jhr. mr. Gerrit Lodewijk Hendrik Hooft (1779–1872), burgemeester van Loosduinen, in 1816 in de Nederlandse adel verheven

            - Johanna Hooft (1678–1738), echtgenote van mr. Johan de Graeff, vrijheer van Zuid-Polsbroek
            - Mr. Gerrit Hooft (1684–1767), bewindhebber van de West-Indische Compagnie, directeur van de Sociëteit van Suriname, tussen 1752 en 1767 zeven keer burgemeester van Amsterdam
              - Mr. Gerrit Hooft Gerritsz (1708–1780), Amsterdamse burgemeester
              - Mr. Hendrik Hooft (1710–1801)
                - Hester Hooft (1740–1791), trouwde met mr. Joan Graafland (1736–1799), heer van Schotervlieland; uit hun zoon Hendrik Hooft Graafland, heer van Schotervlieland, sproot de tak Hooft Graafland van het geslacht Graafland
                - Constantia Geertruida Hooft (1749–1824), trouwde met mr. Hendrik Nicolaas Hasselaer; uit hun zoon Henrik Hooft Hasselaer sproot de tak Hooft Hasselaer van het geslacht Hasselaer

          - Isabella Hooft (1659-1701), trouwde met mr. Jacob des H.R. Rijksbaron Hop
          - Mr. Willem Hooft (1661–1740), burgemeester van Delft, baljuw en dijkgraaf van het Delfland, meesterknaap van Holland en West-Friesland, bewindhebber van de Vereenigde Oostindische Compagnie ter Kamer van Delft en trouwde met Johan de Witts dochter Maria de Witt (1660–1689)